# マハーヴィーラ (数学者)
マハーヴィーラ（Mahāvīra、ヒンディー語:महावीर）は、インドの数学者、ジャイナ教徒。9世紀に活動した。

## 人物
現カルナータカ州のグルバルガの出身。マイソールで活動し、アーリヤバタやブラフマグプタの業績や、ジャイナ教の数学を研究した。当時のインドの数学者の多くは天文学者でもあったが、マハーヴィーラは数学に専念した。ジャイナ教は紀元前200年頃から数学研究を発達させ、『スターナーンガ・スートラ』（sthānāṅgasūtra）などの文献には、数論、分数などの算術、幾何、1次から4次までの方程式、順列組合わせが記述されている。マハーヴィーラはこれらの成果をもとに『ガニタ・サーラ・サングラハ』(Gaṇitasārasaṅgraha)を著し、ジャイナ数学の業績としては最高のものとされた。

## 業績
マハーヴィーラは以下のような業績を残している。
- 整数と分数を単位分数に分解し、分数計算を検討
- ジャイナ数学による順列組合わせの体系化。組合せの数を計算するアルゴリズムを体系化し、一般式として

{\displaystyle C(n,r)={\frac {n(n-1)(n-2)\cdots (n-r+1)}{r!}}}
を示した。
- 2次方程式についての解法と、不定方程式の拡張
- 辺の長さが有理数である直角三角形の幾何学的操作